# Didier Fassin
Pour les articles homonymes, voir Fassin.
Didier Fassin, né le 30 août 1955, est un anthropologue, sociologue et médecin français. Il est professeur au Collège de France, titulaire de la chaire « Questions morales et enjeux politiques dans les sociétés contemporaines » et professeur de sciences sociales à l'Institute for Advanced Study de Princeton. Il occupe également une direction d’études à l'École des hautes études en sciences sociales. Il a été élu à l’Académie de l’Europe en 2021 et à l’American Philosophical Society en 2022.

## Parcours
Après des études de médecine, il devient chef de clinique assistant des Hôpitaux de Paris, spécialisé en médecine interne et maladies infectieuses à l’hôpital de la Pitié-Salpêtrière au début de l’épidémie de sida. Un séjour à Calcutta, où il travaille comme médecin responsable du mouroir, l’expose à la double réalité de l’inégalité extrême et de la différence culturelle, réorientant sa carrière d’abord vers la santé publique puis vers les sciences sociales. Pendant son service civil en Tunisie, il développe un programme régional de prise en charge du rhumatisme articulaire aigu et de ses complications cardiaques qui représentent alors la première cause de mortalité chez les jeunes.
Titulaire d’un master d’épidémiologie et de santé publique, il enseigne ensuite ces disciplines à la faculté de médecine de l’université Pierre-et-Marie-Curie. C’est au Sénégal, dans le cadre d’un programme de l’Institut de recherche pour le développement qu’il conduit de 1984 à 1986 sa première étude anthropologique, qui porte sur les relations entre thérapeutes et malades en milieu urbain et dont il tire la matière de sa thèse de doctorat. En 1989, il part en Équateur à l’Institut français d’études andines pour y étudier avec la sociologue Anne-Claire Defossez, les processus rendant compte des disparités de mortalité maternelle et de santé reproductive, notamment parmi les populations indiennes. À partir de l’année 2000, il dirige un programme sur les enjeux politiques, historiques et mémoriels du sida en Afrique du Sud, pays du monde le plus touché par l’épidémie.
Parallèlement, il s’intéresse de manière croissante aux questions morales et politiques posées par la prise en charge de personnes confrontées à des situations de précarité ou de domination : pauvres, chômeurs, migrants, réfugiés, orphelins du sida en Afrique, victimes de catastrophe au Venezuela, populations opprimées en Palestine. S’appuyant sur de longues enquêtes de terrain – quinze mois avec des brigades anticriminalité et quatre ans dans une maison d’arrêt – ses recherches portent, d’un côté, sur le développement de logiques compassionnelles et de pratiques humanitaires, de l’autre, sur le déploiement de politiques répressives à travers la police, la justice et la prison. Il les réalise grâce à la bourse « Ideas » du Conseil européen de la recherche dont il est lauréat en 2008.
Professeur de sociologie à l’université Sorbonne-Paris- Nord en 1997 puis directeur d’études en anthropologie politique et morale à l'École des hautes études en sciences sociales en 1999, il y crée le Cresp, Centre de recherche sur la santé, le social et le politique, puis, avec Alban Bensa, l’Iris, Institut de recherche interdisciplinaire sur les enjeux sociaux, qui dépend du CNRS et de l’Inserm et qu’il dirige jusqu’en 2010. Entre 2002 et 2009, il est directeur adjoint de la Maison des sciences de l'homme Paris Nord. En 2009, il est nommé professeur à la chaire de sciences sociales James D. Wolfensohn de l’Institute for Advanced Study de Princeton, où il succède à Clifford Geertz. En tant que membre du Committee of World Anthropology de l’American Anthropological Association de 2010 à 2013, il participe aux échanges internationaux en anthropologie impliquant les pays du Sud. Il crée en 2015 une école d’été en sciences sociales avec des cycles de deux ans pour des jeunes chercheurs de pays d’Amérique latine, du Moyen-Orient et d’Afrique.
En 2016, il reçoit du roi de Suède la médaille d'or de la Société suédoise d’anthropologie et de géographie décernée tous les trois ans à un anthropologue. La même année, il prononce les Tanner Lectures on Human Values à l’université de Californie, Berkeley, sur la question du châtiment et les Adorno Lectures à l’université de Francfort sur le thème de la vie.
En 2018, il est le premier chercheur en sciences sociales à se voir décerner la Nomis Distinguished Scientist Award, pour un programme de recherche sur les crises. Dans ce cadre, il développe avec Axel Honneth un programme international sur la crise et la critique, dirige avec Veena Das un ouvrage scientifique autour des mots de la crise et donne les Page-Barbour Lectures sur « Crisis : Elements of a Critique » à l’Université de Virginie. Parallèlement, il conduit avec Anne-Claire Defossez une ethnographie de la frontière entre l’Italie et la France, dans les Alpes, à partir de laquelle ils reconstituent les périples et les expériences d’exilés. En 2024, succédant à Marcel Mauss, Claude Lévi-Strauss, Louis Dumont, Pierre Bourdieu et Maurice Godelier, il est le sixième chercheur en sciences sociales français à avoir été distingué par la Huxley Memorial Medal de la Royal Anthropological Institute of Great Britain and Ireland.
En 2019, il est élu au Collège de France sur la chaire annuelle de santé publique et donne sa leçon inaugurale sur « L’inégalité des vies ». Son cours porte sur « Les mondes de la santé publique ». En 2022, il est nommé sur la chaire permanente « Questions morales et enjeux politiques dans les sociétés contemporaines » et donne une seconde leçon inaugurale intitulée « Sciences sociales par temps de crise »,. Ses deux premiers cours ont pour thème « Les épreuves de la frontière » en 2022-2023 et « La faculté de punir » en 2023-2024): Enseignements.
Professeur invité dans les universités de Hong Kong, Johannesburg, Buenos Aires, Bruxelles, Cambridge et Princeton, il a été membre des Conseils scientifiques de l’Institut national de la santé et de la recherche médicale et de la Ville de Paris et membre des Comités d’éthique de l’Institut national de recherche agronomique et de l’Institut Pasteur. Il a été nommé par décret, en 2022, au Comité consultatif national d'éthique pour les sciences de la vie et de la santé sur proposition du président de l'Union nationale des associations agréées d'usagers du système de santé.

## Engagements
En 1996, Didier Fassin fonde et dirige l’Unité Villermé pour les malades sans protection sociale ou titre de séjour à l’hôpital Avicenne de Bobigny. Administrateur puis vice-président de Médecins sans frontières de 1999 à 2003, il devient en 2006 le président du Comité pour la santé des exilés (Comede), organisation non gouvernementale qui assure la prise en charge des personnes étrangères en situation irrégulière.
Il est, de 2017 à 2021, membre du conseil scientifique du Contrôleur général des lieux de privation de liberté, autorité indépendante chargée de l’évaluation des prisons et autres institutions d’enfermement. Il est invité 2018, à participer à la Commission de réforme du système pénal et pénitentiaire de l’État du New Jersey, qui est chargée par le gouverneur de produire des recommandations pour le législateur.
En 2024, il participe à un manuel anti-Rassemblement national intitulé Extrême droite : la résistible ascension publié par l’Institut La Boétie, un think tank proche de La France insoumise, dans lequel il donne un entretien sur la police. 
Il contribue régulièrement aux quotidiens Le Monde et Libération, ainsi qu’au site AOC, Analyse-Opinion-Critique, et occasionnellement aux périodiques Politis et L’Obs. Il a publié également des articles dans The London Review of Books, The Guardian, The New York Times, The Atlantic, The New Statesman, Frankfurter Allgemeine Zeitung, The Berlin Review. Depuis 2022, il a une chronique dans la revue Alternatives économiques.

## Travaux

### Anthropologie politique de la santé
Dès ses premières recherches, Didier Fassin se démarque des deux grandes approches françaises de la médecine et de la maladie dans les années 1980 : l’ethnomédecine, qui vise à colliger les savoirs thérapeutiques traditionnels, et l’anthropologie de la maladie, qui en théorise les aspects symboliques et magico-religieux. Il s’efforce plutôt de saisir les dimensions politiques de la santé, les disparités en matière de soins, les rapports de pouvoir autour de la médecine, les interprétations ordinaires de la maladie. Il développe cette approche dans ses études sur la santé urbaine au Sénégal, la santé maternelle en Équateur, l’épidémie de sida au Congo et le saturnisme infantile en France. Il la théorise dans un ouvrage, L’Espace politique de la santé. Essai de généalogie, et dans le cadre de sa direction d’études à l’EHESS : « Anthropologie politique de la santé ».
La question des inégalités est centrale dans l’ensemble de ces travaux. Il l’explore ethnographiquement dans la recherche sur le sida en Afrique du Sud qui donne lieu à la publication du livre Quand les corps se souviennent. Montrant comment la crise épidémiologique et politique suscitée par l’épidémie révèle le poids d’un passé toujours présent de l’apartheid, il propose le concept d’incorporation de l’inégalité qui se manifeste de deux façons : objectivement, dans la manière dont la précarité et la violence héritées des politiques raciales se traduisent dans les corps ; subjectivement, dans la façon dont la mémoire de la domination s’exprime à travers les interprétations de la maladie, entre suspicion et ressentiment.
Élargissant sa réflexion à la question de la vie dans les sociétés contemporaines, il réévalue les concepts de biopouvoir et de biopolitiques proposés par Michel Foucault. Tout autant que de biopouvoir, pouvoir sur la vie, il faut penser la « biolégitimité », reconnaissance de la vie comme bien suprême. En plus des biopolitiques, qui concernent les technologies gouvernant les populations, il faut analyser les « politiques de la vie », qui révèlent comment on traite les êtres humains. Il s’agit donc de révéler la contradiction entre la valeur supérieure de la vie comme principe et l’inégalité de l’évaluation concrète des vies.

### Anthropologie politique et morale
Alors que le politique est considéré comme un objet légitime pour les anthropologues, la morale a en revanche été longtemps éludée. Les deux paradigmes concurrents de l’éthique kantienne du devoir, reformulée par Durkheim, et de l’éthique aristotélicienne de la vertu, retravaillée à la suite de Foucault, ont en commun d’isoler une matière morale, en parlant de code moral dans le premier cas et de subjectivité éthique dans le second. Tout en reconnaissant l’intérêt de ces deux approches, Didier Fassin préfère penser en termes de questions morales et d’enjeux éthiques qui sont sans cesse objets de définitions, de contestations et de négociations. Revisitant le concept d’économie morale, il propose de dépasser les contradictions entre E. P. Thompson et Lorraine Daston en le pensant comme la production, la circulation et l’appropriation des valeurs et des affects autour d’une problématique sociale : il entend montrer ainsi les bénéfices qu’il y a à penser par exemple l’immigration, l’asile ou le châtiment en termes d’économie morale.
Plus généralement, sur la base d’enquêtes multi-situées, son propos est de dénaturaliser les évidences morales, de les inscrire dans l’histoire, d’en montrer les ressorts politiques, et finalement de penser la morale au-delà du bien et du mal, selon la formule nietzschéenne. Ainsi retrace-t-il la généalogie de la catégorie de victime avec Richard Rechtman dans L’Empire du traumatisme et s’interroge-t-il sur les logiques de la compassion dans La Raison humanitaire. La critique qu’il propose ne met pas en cause la souffrance des victimes ou la sincérité des acteurs humanitaires, mais vise à penser les usages sociaux et politiques du traumatisme ou de la compassion et leurs conséquences : comment, par exemple, la défense des victimes peut se substituer à la reconnaissance de leur parole et comment, encore, la logique humanitaire peut reléguer au second plan les préoccupations de justice sociale.
En contrepoint de cette exploration de l’empathie sociale, les études portant sur la police, la justice et la prison révèlent la dimension répressive du traitement des populations vulnérables, à laquelle Didier Fassin a consacré deux ethnographies : La Force de l’ordre, sur le travail de la police dans les quartiers populaires, et L’Ombre du monde, sur les épreuves de la condition carcérale. Les questions morales et les enjeux éthiques ne se limitent pas en effet à l’examen de la bienveillance, de l’altruisme et de l’humanité : elles concernent aussi l’indifférence, l’aversion ou la cruauté. À cet égard, comme il l’a montré dans Punir. Une passion contemporaine, le problème du châtiment, de sa justification et de son application constitue un défi majeur pour des sociétés devenues de plus en plus punitives sans lien avec une augmentation de la criminalité.

### Les sciences sociales dans la cité
Dans l’ensemble de ses travaux, Didier Fassin défend l’idée d’une fonction critique des sciences sociales et récuse l’opposition entre la sociologie critique de Pierre Bourdieu et la sociologie de la critique de Luc Boltanski. Il décrit le chercheur en sciences sociales comme se trouvant sur le seuil de la caverne platonicienne, reconnaissant à la fois l’intelligence sociale des acteurs et la nécessité d’un regard extérieur distancié. La pensée critique consiste à ne pas prendre pour argent comptant les évidences du monde social, les catégories, les distorsions et les omissions à travers lesquelles on le pense : elle est une critique du sens commun, à commencer par celui des chercheurs eux-mêmes. Mais la singularité de la critique des sciences sociales tient à ce qu’elle ne procède pas seulement d’une démarche théorique : elle se nourrit d’un travail empirique. Cette approche critique, Didier Fassin l’a mise en œuvre sur une série d’objets allant de l’exclusion à la racialisation, des pratiques sécuritaires au gouvernement humanitaire, des questions morales aux enjeux politiques.
Un trait essentiel de cette démarche est le recours à l’ethnographie, que Didier Fassin décrit comme étant à la fois une méthode, une écriture et une expérience. Supposant de longues périodes d’enquêtes au cours desquelles le chercheur partage le quotidien de celles et ceux parmi lesquels il conduit son travail, elle ne se résume pourtant pas, selon lui, à la restitution de ces interactions. Elle doit être inscrite dans une histoire et une sociologie permettant de comprendre les enjeux sociaux, économiques, politiques et moraux qui sous-tendent ces interactions. C’est à cette condition que l’on peut parler d’anthropologie critique,.
Un aspect important de la vie des sciences sociales dans la cité est la rencontre avec des publics. Contre une tendance du monde académique à se défier de la publicisation des travaux de recherche, Didier Fassin affirme que la vie publique de ces travaux est partie intégrante de la recherche et doit donc faire l’objet d’une analyse spécifique. Il distingue deux opérations possiblement mais non nécessairement associées : la popularisation des œuvres, consistant à les rendre accessibles et aimables ; leur politisation, par la mise en débat dans l’espace public ou par la traduction pour l’action politique. Par ce double processus, les publics peuvent s’approprier, utiliser, discuter, contester, transformer le travail des anthropologues, sociologues, historiens, confirmant ainsi « les sciences sociales comme présence au monde », titre de la conférence donnée à l’occasion de la réception de la médaille d’or de l’anthropologie.

## Prix et distinctions
- Chevalier de l'ordre des Palmes académiques (2007)
- Lauréat de la bourse Ideas du Conseil européen de la recherche (2008)
- Douglass Prize, meilleur livre d’anthropologie de l’Europe pour The Empire of Trauma (2011)
- Bateson Prize, mention honorable, Society for Cultural Anthropology, pour Humanitarian Reason (2012)
- Médaille d'or de la Société suédoise d'anthropologie et de géographie, pour sa « contribution scientifique à l’anthropologie » (2016)
- Nomis Distinguished Scientist Award, pour « l’exploration de territoires scientifiques non conventionnels » (2018)
- Prix de recherche de la Fondation de la Croix-Rouge française pour ses travaux sur « les économies morales » (2019)
- Finaliste, Prix Victor Turner d’écriture ethnographique pour Prison Worlds. An Ethnography of the Carceral Condition (2019)
- Résidence d’écriture à la Villa Medicis, Académie de France à Rome (2020)
- Membre de l’Academia Europaea (2021)
- Doctorat honoris causa de l'université de Liège (2021)[40]
- Élection à l’American Philosophical Society (2022)
- Doctorat honoris causa de l’Université libre de Bruxelles (2023)
- Huxley Memorial Medal of the Royal Anthropological Institute of Great Britain and Ireland (2024)

## Ouvrages

### En tant qu'auteur
- Pouvoir et maladie en Afrique. Anthropologie sociale de la banlieue de Dakar, Paris, PUF, 360 p., 1992
- L'espace politique de la santé. Essai de généalogie, Paris, PUF, 323 p., 1996
- Les enjeux politiques de la santé. Études sénégalaises, équatoriennes et françaises, Karthala, 344 p., 2000
- Faire de la santé publique, Rennes, Éditions de l’École nationale de la santé publique, 58 p., 2005 ; deuxième édition aux Presses de l'EHESP, 2008; troisième édition, 2023.
- Quand les corps se souviennent. Expérience et politiques du sida en Afrique du sud, Paris, La Découverte, 442 p., 2006
- L’empire du traumatisme. Enquête sur la condition de victime (avec R. Rechtman), Paris, Flammarion, 452 p., 2007
- Inégalité et santé, Paris, La Documentation française, série Problèmes politiques et sociaux, 136 p., 2009
- La raison humanitaire. Une histoire morale du temps présent, Paris, Hautes Études–Gallimard – Seuil, 358 p., 2010
- La Force de l’ordre. Une anthropologie de la police des quartiers, Paris, Seuil, collection La Couleur des idées, 397 p., 2011[41]
- Juger, réprimer, accompagner. Essai sur la morale de l’État (avec Yasmine Bouagga, et al.) Paris : Seuil, 415 p., 2013
- L’Ombre du monde. Une anthropologie de la condition carcérale, Paris, Seuil, 614 p., 2e édition avec une nouvelle postface 2017
- Punir. Une passion contemporaine, Paris, 201 p., 2017[42]
- Le monde à l’épreuve de l’asile. Essai d’anthropologie critique, Charenton-le-Pont, Presses de la Société d’ethnologie, 33 p., 2017
- Mort d'un voyageur. Une contre-enquête, Paris, Seuil, 176 p., 2020[43],[44] (voir l'article Mort d'Angelo Garand pour plus de détails)
- La Force de l’ordre. Enquête ethno-graphique (avec Frédéric Debomy et Jake Raynal), Paris, Delcourt-Seuil, 104 p., 2020
- Les Mondes de la santé publique. Excursions anthropologiques. Cours au Collège de France, Paris, Seuil, 392 p., 2021
- La Recherche à l’épreuve du politique. Tribulations ethnographiques, Paris, Textuel, 77 p., 2023
- Sciences sociales par temps de crise. Leçon inaugurale au Collège de France, Paris, éditions du Collège de France, 54 p., 2023.
- L’Exil, toujours recommencé. Chronique de la frontière (avec Anne-Claire Defossez), Paris, Seuil, 433 p., 2024
- Une étrange défaite. Sur le consentement à l'écrasement de Gaza, Paris, La Découverte, 186 p., 2024[45],[46],[47],[48],[49],[50]

### En tant que directeur
- Santé publique (avec G. Brücker), Paris, Ellipses-AUPELF, 848 p., 1989
- Sociétés, développement et santé (avec Y. Jaffré), Paris, Ellipses-AUPELF, 287 p., 1992
- Mujeres de los Andes. Condiciones de Vida y Salud (avec Anne-Claire Defossez et Mara Viveros), Bogotá, Universidad Externado de Colombia-IFEA, 471 p., 1992
- Les métiers de la santé. Enjeux de pouvoir et quête de légitimité (avec P. Aïach), Paris, Anthropos, 364 p., 1994
- Les lois de l'inhospitalité (avec A. Morice et C. Quiminal), Paris, La Découverte, 278 p., 1997
- Les figures urbaines de la santé publique. Enquête sur des expériences locales, Paris, La Découverte, 237 p.,1998
- Les inégalités sociales de santé (avec A. Leclerc, H. Granjean, M. Kaminski et T. Lang), Paris, La Découverte, 448 p., 2000
- Critique de la santé publique (avec J.P. Dozon), Paris, Balland, 361 p., 2001
- Le gouvernement des corps (avec D. Memmi), Paris, Éditions de l’École des hautes études en sciences sociales, 269 p., 2004
- Des maux indicibles. Sociologie des lieux écoute, Paris, La Découverte, 202 p., 2004
- Afflictions. L’Afrique du sud, de l’apartheid au sida, Paris, Karthala, 304 p., 2004
- Les constructions de l’intolérable (avec Patrice Bourdelais), Paris, La Découverte, 226 p., 2005
- De la question sociale à la question raciale ? Représenter la société française (avec É. Fassin), Paris, La Découverte, 274 p., 2006
- Politiques de l'enquête. Épreuves ethnographiques (avec A. Bensa), Paris, La Découverte, 338 p., 2008
- Les nouvelles frontières de la société française, Paris, La Découverte, 599 p., 2010
- L’État des savoirs de la santé publique (avec Boris Hauray), Paris, La Découverte, 536 p., 2010
- Contemporary States of Emergency. The Politics of Military and Humanitarian Interventions (with Mariella Pandolfi), New York, Zone Books, 408 p., 2010
- Économies morales contemporaines (avec Jean-Sébastien Eideliman), Paris, La Découverte, collection Bibliothèque de l’Iris, 405 p., 2012
- Moral Anthropology. A Companion, Malden, Wiley-Blackwell, 644 p., 2012
- La Question morale. Une anthologie critique (avec Samuel Lézé), Paris, Presses Universitaires de France, 405 p., 2013
- If Truth Be Told. The Politics of Public Ethnography, Durham, Duke University Press, 348 p., 2017
- Writing the World of Policing. The Difference Ethnography Makes, Chicago, The University of Chicago Press, 320 p., 2017
- La Vie. Mode d'emploi critique, Paris, Seuil, 192 p., 2018.
- A Time for Critique, with Bernard E. Harcourt, New York, Columbia University Press, 320 p., 2019
- Deepening Divides. How Territorial Borders and Social Boundaries Delineate our World, London, Pluto Press, 272 p., 2019
- Pandemic Exposures. Economy and Society in the Time of Coronavirus (avec Marion Fourcade), Chicago, Hau Books, 476 p., 2021
- Words and Worlds. A Lexicon for Dark Times (avec Veena Das), Durham, Duke University Press, 319 p., 2021
- Rebel Economies. Warlords, Insurgents, Humanitarians (avec Nicola Di Cosmo et Clémence Pinaud), Lanham, Rowman & Littlefield, 290 p., 2021
- La Société qui vient, Paris, Seuil, 1335 p., 2022
- Vies invisibles, morts indicibles, Paris, Collège de France, 135 p., 2022
- Crisis Under Critique. How People Assess, Transform and Respond to Critical Situations (avec Axel Honneth), New York, Columbia University Press, 456 p., 2022
- The Social Sciences in the Looking-Glass. Studies in the Production of Knowledge (avec George Steinmetz), Durham, Duke University Press, 409 p., 2023